# Spanbroek

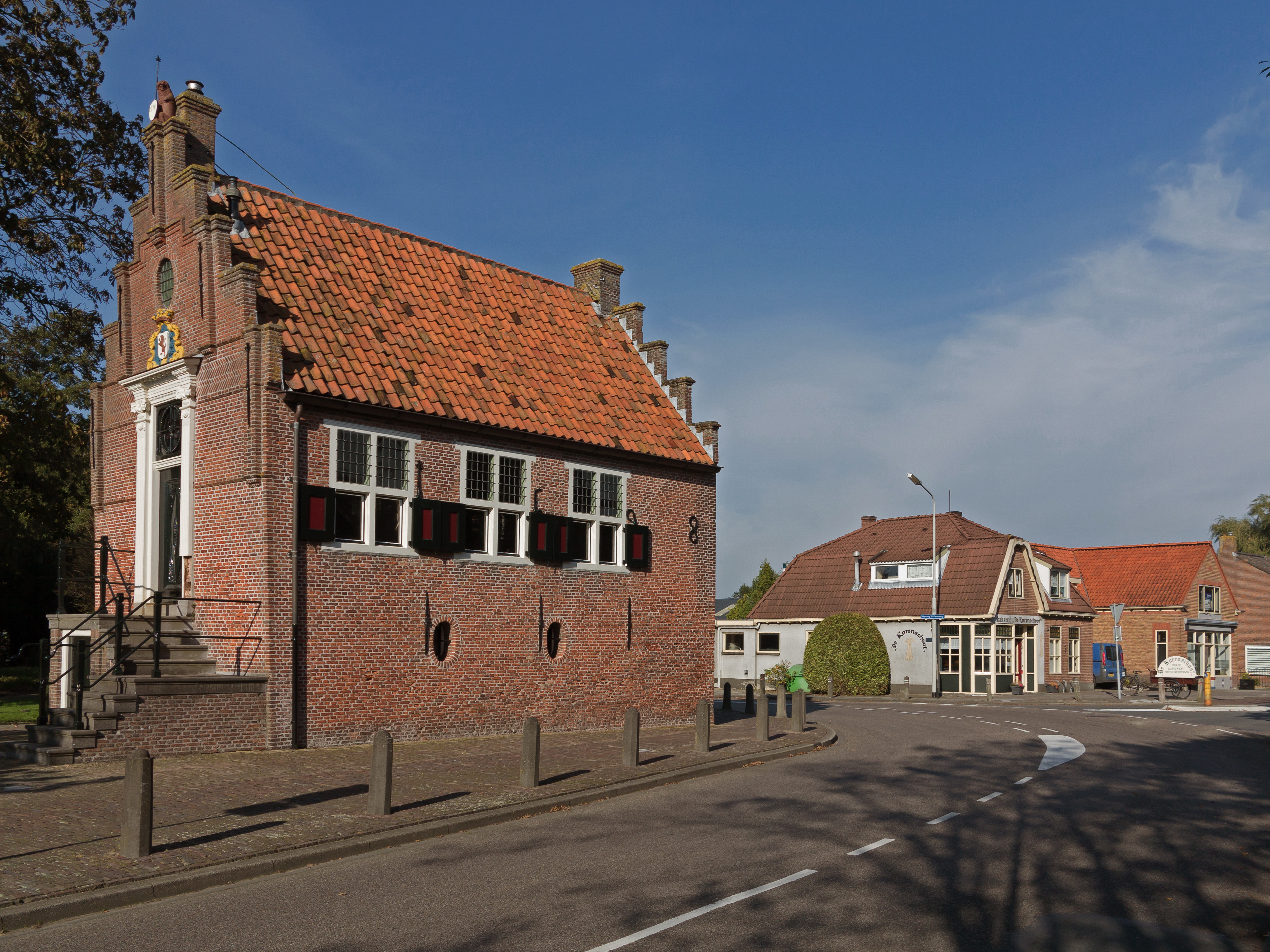
L'ancien hôtel de ville

Spanbroek est un village de la commune néerlandaise d'Opmeer, dans la province de la Hollande-Septentrionale. En 2009, le village comptait environ 4 000 habitants.

## Histoire
Spanbroek a été une commune indépendante jusqu'au 1er juillet 1959. À cette date, la commune est supprimée et rattachée à Opmeer. Entre 1812 et 1817, ce fut Opmeer qui était rattachée à Spanbroek.